# Campagne (Hérault)
Campagne is een gemeente in het Franse departement Hérault (regio Occitanie) en telt 260 inwoners (2004). De plaats maakt deel uit van het arrondissement Montpellier.

## Geografie
De oppervlakte van Campagne bedraagt 4,8 km², de bevolkingsdichtheid is 54,2 inwoners per km².
De onderstaande kaart toont de ligging van Campagne (Hérault) met de belangrijkste infrastructuur en aangrenzende gemeenten.

## Demografie
Onderstaande figuur toont het verloop van het inwonertal (bron: INSEE-tellingen).